# 暗耳乌贼
暗耳乌贼（学名：Inioteuthis japonica），又名日本暗耳烏賊、燈籠耳烏賊，为耳乌贼科暗耳乌贼属的动物。分布于日本群岛南部、缅甸、安达曼群岛、斯里兰卡、阿拉伯海，包括南海等海域，生活环境为海水，常见于热带亚热带浅海。该物种的模式产地在日本东京湾。